# LaSalle (metrostation)
LaSalle is een metrostation in het arrondissement Verdun van de Canadese stad Montréal in de provincie Québec. Het station werd geopend op 3 september 1978 en wordt bediend door de groene lijn van de metro van Montréal. In 2019 hebben 1.511.712 vertrekkende reizigers het station gebruikt.
- Library of Congress Control Number: no89006107
- Virtual International Authority File: 131627918